# دنیل وگا
دنیل وگا (انگلیسی: Daniel Vega؛ زادهٔ ۱۹ اکتبر ۱۹۸۱) بازیکن فوتبال اهل آرژانتین است.
از باشگاه‌هایی که در آن بازی کرده‌است می‌توان به باشگاه فوتبال گودوی کروز و باشگاه فوتبال اتلتیکو هوراکان اشاره کرد.